# 사랑이라 불리는 것
사랑이라 불리는 것(This Thing Called Love)은 미국에서 제작된 알렉산더 홀 감독의 1940년 영화이다. 로사린드 러셀 등이 주연으로 출연하였고 윌리암 펄버그 등이 제작에 참여하였다.

## 출연

### 주연
- 로사린드 러셀
- 멜빈 더글라스

### 조연
- 비니 반즈
- 알린 조슬린
- 글로리아 딕슨

## 제작진
- 미술: 리오넬 뱅스
- 의상: 아이린